# Мартынов, Игорь Александрович (дипломат)
И́горь Алекса́ндрович Марты́нов (род. 6 мая 1964) — российский дипломат.

## Биография
Окончил Ленинградский государственный университет им. А. А. Жданова в 1986 году. Владеет английским языком и ивритом. На дипломатической работе с 1996 года.
- В 2002—2018 годах — работа в частных структурах.
- В 2018—2022 годах — первый секретарь, советник Посольства России в Израиле.
- С июня 2022 по май 2024 года — старший советник, главный советник Департамента Ближнего Востока и Северной Африки МИД России.
- С 3 мая 2024 года — чрезвычайный и полномочный посол Российской Федерации в Буркина-Фасо[1].

## Личная жизнь
Женат, имеет дочь.

## Дипломатический ранг
- Советник 1 класса (март 2024)[2].
- Чрезвычайный и полномочный посланник 2 класса (11 июня 2025)[3].

## Награды
- Медаль ордена «За заслуги перед Отечеством» II степени (26 августа 2020) — За большой вклад в реализацию внешнеполитического курса Российской Федерации и многолетнюю добросовестную дипломатическую службу[4].